# Indigofera galpinii
Indigofera galpinii är en ärtväxtart som beskrevs av Nicholas Edward Brown. Indigofera galpinii ingår i släktet indigosläktet, och familjen ärtväxter. Inga underarter finns listade i Catalogue of Life.